# 권익환
권익환(權益煥, 1967년 9월 29일 ~ )은 제16대 서울남부지방검찰청 검사장이다.

## 생애
1967년 경상북도 칠곡군에서 태어나 1986년 여의도고등학교를 거쳐 1991년 서울대학교 법학과를 나온 후 1990년 제32회 사법시험에 합격하여 1993년 사법연수원 22기를 수료하였다. 군 법무관을 거쳐 1996년 서울지방검찰청 검사에 임용되었다.
서울중앙지방검찰청 금융조세조사1부장으로 있으면서 영업정지를 당한 7개 저축은행의 부실 원인과 대주주, 경영진 등의 형사책임을 밝히기 위해 검찰, 금감원, 경찰청, 국세청, 예금보험공사 등 5개 기관이 참여하여 2011년 9월 22일 대검찰청 중앙수사부 산하에 설치된 합동수사단장을 맡아 대주주와 경영진의 불법 대출, 은닉 재산 환수, 정관계 로비 혐의 등을 파헤쳤다.
공안통과 거리가 멀었던 권익환은 2017년 8월에 전국의 공안수사를 총 지휘하는 대검찰청 공안부장에 임명되어 국가정보원 적폐청산 TF가 2012년 대선에 개입했다는 의혹을 받아온 국정원 '댓글부대'의 실체를 공개하면서 'SNS 장악 방안' 등 당시 국가정보원에서 작성한 문건을 통해 확인되는 원세훈 전 국가정보원장 시절 정치개입에 대하여 재수사를 지휘하였다.
2018년 1월 19일 대전지방검찰청 검사장에 취임한 권익환은 취임식에서 "공정하고 투명한 사건처리와 인권옹호기관으로서의 기본책무에 충실한 검찰권 행사로 신뢰를 회복하자"고 하면서 "수사과정에서의 적법절차를 준수하고, 시민과 전문가들의 의견을 최대한 경청하고 존중하는 등 공정한 결론 도출을 위한 부단한 노력을 기울여야 한다"며 "나아가 범죄피해자와 사회적 약자를 포함한 사건관계인 모두에 대한 배려와 인권 옹호가 검찰의 기본적 책무임을 명심할 것"을 당부했다.
2018년 3월에 공개된 2017년 고위 공직자 재산 내역에서 권익환은 총액 42억2400만원 상당의 부동산을 보유했으며 채무를 제외한 전체 재산은 총 45억169만원으로 검찰에서 부동산 재산이 노승권에 이어 두번 째로 많았다.

## 경력
- 1990년 제32회 사법시험 합격(사법연수원 22기 수료)
- 1993년 군 법무관
- 1996년 서울지방검찰청 검사
- 2005년 수원지방검찰청 성남지청 부부장검사
- 2007년 3월 ~ 2008년 3월 제46대 대구지방검찰청 상주지청장
- 2008년 3월 ~ 2009년 1월 법무부 형사법제과장
- 2009년 1월 대검찰청 범죄정보2담당관
- 2009년 8월 법무부 형사기획과장
- 2010년 7월 법무부 검찰과장
- 2011년 9월 서울중앙지방검찰청 금융조세조사1부장
- 2012년 1월 20일 대통령비서실 민정2비서관
- 2013년 4월 ~ 2014년 1월 인천지방검찰청 2차장검사
- 2014년 1월 ~ 2015년 2월 대검찰청 범죄정보기획관
- 2015년 2월 ~ 2015년 12월 제32대 수원지방검찰청 성남지청장
- 2015년 12월 21일 ~ 2017년 7월 법무부 기획조정실장
- 2017년 8월 ~ 2018년 1월 대검찰청 공안부장
- 2018년 1월 19일 ~ 2018년 6월 제63대 대전지방검찰청 검사장
- 2018년 6월 ~ 2019년 7월 제16대 서울남부지방검찰청 검사장
- 2019년 ~ 2022년 변호사권익환법률사무소 변호사
- 2021년 3월 ~ SK바이오사이언스 사외이사
  - SK바이오사이언스 감사위원회 위원
  - SK바이오사이언스 내부거래위원회 위원
  - SK바이오사이언스 사외이사후보추천위원회 위원
  - SK바이오사이언스 인사위원회 위원
  - SK바이오사이언스 이사회 의장
  - SK바이오사이언스 사외이사후보추진위원회 위원장
  - SK바이오사이언스 내부거래위원회 위원장
  - SK바이오사이언스 인사위원회 위원
  - SK바이오사이언스 감사위원회 위원
- 2022년 3월 ~ 한화 사외이사
  - 한화 사외이사후보추천위원회 위원장
  - 한화 ESG위원회 위원
- 법무부 검찰인사위원장
- 2022년 ~ 삼성준법감시위원회 위원
- 2022년 8월 ~ 김·장 법률사무소 변호사